# Ларссон, Густав
Густав Эрик Ларссон (швед. Gustav Larsson; род. 20 сентября 1980; Гемла, Швеция) — шведский профессиональный шоссейный велогонщик, выступающий за команду Vacansoleil-DCM. В 2010 году выиграл этап № 21 на Джиро д’Италия. Серебряный призёр Олимпийских игр 2008 года в раздельной гонке.